# Снегирёво (Владимирская область)
Снегирёво — село в Кольчугинском районе Владимирской области России, входит в состав Раздольевского сельского поселения.

## География
Село расположено на берегу реки Ворши (приток Клязьмы) в 22 км на юго-восток от центра поселения посёлка Раздолье и в 27 км на юго-восток от райцентра города Кольчугино.

## История

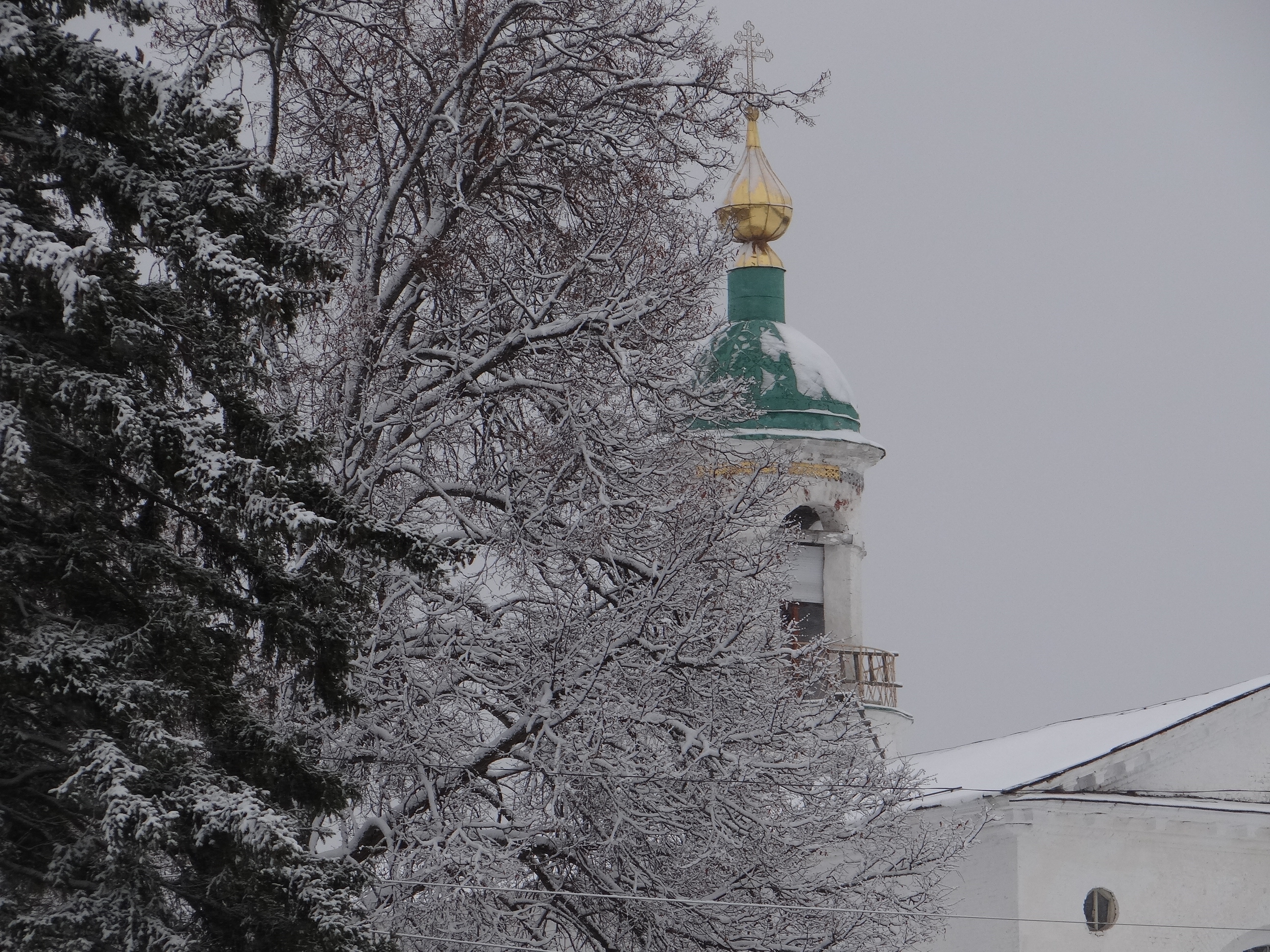
Церковь Воздвижения Креста Господня. 2018 год

История села Снегирево и Крестовоздвиженского храма тесно связана с родом Салтыковых. См. подробнее Снегирёво (усадьба).
У верхнего дворцового пруда имеется целебный источник, который сохранился по настоящее время — «Глебов колодец», освященный в честь благоверных князей Бориса и Глеба. Под церковной горой находится второй Святой источник, освященный в честь мч. Александры в 2017 году.
В конце XIX — начале XX века село входило в состав Спасской волости Юрьевского уезда.
С 1929 года село являлось центром Снегиревского сельсовета в составе Кольчугинского района, с 1954 года — в составе Новобусинского сельсовета, с 1962 года — в составе Ельцинского сельсовета, с 1983 года — в составе Павловского сельсовета, с 2005 года — в составе Раздольевского сельского поселения. 

## Церковь
Крестовоздвиженский усадебный храм строился на протяжении семи лет и был освящён в 1813 году. Впоследствии стал родовой усыпальницей князей Салтыковых. По легенде, основатель усадьбы Николай Салтыков, получив в бою смертельное ранение, дал обет построить храм. Произошло это в праздник Воздвижения Креста Господня. Первоначально церковь была только летней с тремя алтарями, в 1889 году была пристроена зимняя церковь с двумя престолами. В 1915 году было начато строительство колокольни, но вскоре прекратилось из-за трудностей, связанных с началом Первой мировой войны. Служба в Крестовоздвиженском храме никогда не прекращалась.
С 2015 года Крестовоздвиженский храм — центр архиерейского подворья Богородице-Рождественского монастыря. Под нужды причта отдана бывшая богадельня усадьбы Салтыковых и прилегающие территории; в 2003 году построена часовня, освящённая в честь Жен-мироносиц.
С 2016 года настоятельница подворья — монахиня Митрофания.

## Население
| 1859 | 1905 | 2002 | 2010 | 2021 |
| ---- | ---- | ---- | ---- | ---- |
| 177  | ↗187 | ↘18  | ↘14  | ↗30  |

## Достопримечательности
В селе находится   Архиерейское подворье Богородице - Рождественского мужского монастыря с Церковью Воздвижения Креста Господня (1813) и Часовней Жен-Мироносиц. Фамильный склеп Светлейших князей Салтыковых. Обелиск Светлейшему князю Сергею Николаевичу Салтыкову. Захоронения династии священников Нарциссовых - Лебедевых - Ключаревых. Захоронение географа Евлампия Алексеевича Лебедева. Липовый парк. Каскад прудов. Дом священнослужителей, где родился участник экспедиции лейтенанта Г.Седова на Северный полюс - Василий Лебедев.  